# Ethna Carbery
Anna Isabel MacManus z d. Johnston (ur. 3 grudnia 1866 w Ballymena, zm. 2 kwietnia 1902 w Donegal – irlandzka poetka, pisarka i dziennikarka.

## Życie i twórczość
Ethna Carbery urodziła się w rodzinie katolickiej jako Anna Isabel Johnston, najstarsze  dziecko Roberta Johnstona (1836–1937), handlarza drewnem i członka Irlandzkiego Bractwa Republikańskiego, oraz Marjory (z d. Magee). Większość swojego życia Ethna spędziła w Belfaście.
Anna Johnston zaczęła pisać jako młoda dziewczyna, po raz pierwszy publikowała już w wieku piętnastu lat. Później stała się płodną autorką poezji i opowiadań dla irlandzkich czasopism, między innymi Irish Monthly, United Ireland, Donahoe's Magazine, Young Ireland, Nation i Catholic Fireside, czasami używając pseudonimu Ethna Carbery. Publikowała także w kilku amerykańskich magazynach, m.in. Century i Criterion. Nawiązała także kontakty ze środowiskiem literackim i nacjonalistycznym w Dublinie, zwłaszcza ze środowiskiem Katharine Tynan.
W październiku 1895 wraz ze swoją przyjaciółką, poetką i nacjonalistką Alice Milligan założyła miesięcznik Northern Patriot, jawnie opowiadający się za irlandzkim separatyzmem. W wyniku nieporozumień ze sponsorem, Belfast Workingmen's Club, już w grudniu zaprzestały wydawania pisma. Niezrażone, w styczniu 1896 roku założyły mieszczące się w Belfaście czasopismo literackie Shan Van Vocht, którego redakcja mieściła się w składzie drewna ojca Ethny Carbery, Roberta Johnstona. Obie kobiety redagowały, zarządzały i współtworzyły czasopismo, które ukazywało się do marca 1899 r. Shan Van Vocht przedstawiał irlandzki radykalizm i kulture aktywistów nacjonalistycznych w tamtym okresie; opublikował wczesne pisma Jamesa Connolly'ego (chociaż obie kobiety zdystansowały się od jego socjalistycznego programu), także poezję Lionela Johnsona, Douglasa Hyde’a, Nory Hopper, Katharine Tynan, Seumasa MacManus i Alice Furlong.
Carbery wzięła aktywny udział w obchodach stulecia rewolucji irlandzkiej i wraz z Milligan, Maud Gonne, Johnem O'Leary i Williamem Rooneyem podróżowała po kraju z wykładami na temat United Irishmen. Ethna Carbery była powiązana z Irish National Alliance oraz była członkiem Ulster '98 Centenary Committee. W 1899 r. zagrała księżniczkę Eithne w pierwszej irlandzkojęzycznej sztuce wystawionej w Irlandii.
W 1900 roku została wybrana na wiceprzewodniczącą stowarzyszenia Inghinidhe na hÉireann wraz z Jenny Wyse Power, Annie Egan i Alice Furlong.
Stałym współpracownikiem Shan Van Vocht był Seamus MacManus (1869–1960) z Donegal, który jako Mac of Glen Ainey zaczął publikować wiersze i szkice w Donegal Vindicator. MacManus szybko zaprzyjaźnił się z obiema kobietami, a Ethna Carbery zakochała się w nim. Była głęboko zszokowana, gdy dowiedziała się, że ma zamiar wyemigrować do Stanów Zjednoczonych. MacManus opuścił Irlandię pod koniec września 1898 r. Wrócił do Irlandii wiosną 1899 roku i już wtedy prawdopodobnie był świadom uczuć Ethny Carbery, wyrażonych już w wierszu Paistin Fionn, opublikowanym w Shan Van Vocht 7 listopada 1898 roku. Para pobrała się 22 sierpnia 1901 roku w Belfaście i przeprowadziła do Revlin House w Donegal. 2 kwietnia 1902 r. Anna MacManus zmarła na zapalenie błony śluzowej żołądka; została pochowana dwa dni później na cmentarzu katolickim w Frosses.

## Dzieła
- The Passionate Hearts (1903)
- In the Celtic past (1904)
- The four winds of Eirinn (1905)
- We sang for Ireland: poems of Ethna Carbery (1950)